# Karl Heinz Neufeld
Karl Heinz Neufeld SJ (* 16. Februar 1939 in Warendorf) ist ein deutscher Jesuit und Fundamentaltheologe.

## Leben
Karl Heinz Neufeld trat 1960 in den Jesuitenorden ein. Er studierte Philosophie am Berchmanskolleg (1962–1965) und Theologie in Frankfurt am Main und Lyon-Fouvière (1965–1970). Von 1970 bis 1974 absolvierte er ein Promotionsstudium bei Henri Bouillard SJ in Paris und schrieb seine Dissertation über Adolf von Harnack. Theologie des Suchens nach der Kirche. In dieser Zeit wurde er Mitarbeiter von Karl Rahner in München (1971–1973) und Redaktionsmitglied bei den „Stimmen der Zeit“. Nach der Habilitation 1980 in Innsbruck im Fach Fundamentaltheologie und der Promotion in Philosophie 1983 in München mit einer Dissertation über Geschichte und Mensch. Alfred Delps Idee der Geschichte war er von 1978 bis 1990 in unterschiedlichen Funktionen (einschließlich professore ordinario) an der Pontificia Università Gregoriana in Rom tätig. Von 1990 bis 2007 war er ordentlicher Universitätsprofessor für Fundamentaltheologie in Innsbruck. Er war jahrelanger Vorstand des ehemaligen Instituts für Fundamentaltheologie, Mitherausgeber der Sämtlichen Werke von Karl Rahner, Leiter des Karl-Rahner-Archivs und Schriftleiter der Zeitschrift für katholische Theologie. Er wurde im Oktober 2007 emeritiert und lebt in Osnabrück. In Osnabrück wirkte er von 2007 bis 2014 als Spiritual am Bischöflichen Priesterseminar.

## Weblink
- Website der Universität Innsbruck

| Personendaten    | Personendaten                        |
| ---------------- | ------------------------------------ |
| NAME             | Neufeld, Karl Heinz                  |
| KURZBESCHREIBUNG | deutscher katholischer Moraltheologe |
| GEBURTSDATUM     | 16. Februar 1939                     |
| GEBURTSORT       | Warendorf                            |